# Новодарницька вулиця
Новода́рницька ву́лиця — вулиця в Дарницькому районі міста Києва, місцевість Нова Дарниця. Пролягає від Сімферопольської вулиці до Вересневої вулиці.
Прилучаються вулиці Юрія Пасхаліна, Ялтинська, Севастопольська та Санаторна.

## Історія
Вулиця виникла в першій третині XX століття під назвою Лісова. У 1930-ті роки мала назву вулиця Євгенії Бош, на честь української радянської партійної та державної діячки Євгенії Бош. Сучасна назва — з 1938 року, від місцевості Нова Дарниця, де вона пролягає. За текстом рішення 1938 року про перейменування — Ново-Дарницька вулиця.